# Juan Otamendí Anangonó
Pour les articles homonymes, voir Juan Anangonó, Otamendí et Anangonó.
Juan Otamendi Anangonó (Caracas, Venezuela, 1798 - Yaguachi (en), El Oro (Équateur), 1845) est un combattant des Guerres d'indépendance en Amérique du Sud, puis un militaire équatorien de 1830 à sa mort en 1845. Fils d'un prêtre d'origine espagnole et d'une esclave noire, il participe à partir de 1818 aux campagnes de libération de différentes colonies espagnoles d'Amérique du Sud : Venezuela, Pérou, Colombie, Bolivie et Équateur. À la dissolution de la Grande Colombie, Otamendi acquiert la nationalité équatorienne pour services distingués à la cause de l'Indépendance et poursuit sa carrière militaire sous les drapeaux de ce pays, dans les armées fidèles au président Flores. Il y obtient le grade de colonel (1831) puis général (1835). En 1837, brièvement incarcéré pour une affaire de droit commun, il est libéré grâce à l'intervention du président Flores. 
Déçu par le régime, il conspire avec José María Urbina pour une tentative, infructueuse, de renverser le gouvernement. Il est exilé au Pérou à la suite de cette tentative, et y restera six ans, de 1837 à 1843. Il est rappelé en 1843 par le président Flores, qui lui verse les six années de solde non perçues durant son exil forcé. Le 6 mars 1845, un soulèvement à Guayaquil marque le début de la Révolution de mars (en). Tentant sans succès, sous les ordres du président Flores, de réprimer ce soulèvement, il est blessé à une jambe le 2 mai 1845. Ne parvenant pas à contrôler l'insurrection, Juan José Flores est contraint le 18 juin 1845 à signer un traité de paix avec les insurgés. Otamendi se retire dans une petite propriété d'Alausí au bénéfice d'un sauf-conduit général pour tous les combattants, mais ses ennemis le capturent le 18 août 1845 et l'assassinent lors de son transfert vers Guayaquil. Selon l'historien Rodolfo Pérez Pimentel, sa place a été minimisée par l'historiographie équatorienne à cause de sa couleur de peau.

## Source
- Juan Otamendi, dans le Dictionnaire biographique de l'Équateur de Rodolfo Pérez Pimentel